# Tazón de la Libertad de 1968
En 1968 el Tazón de la Libertad fue una postemporada americana (colegio de fútbol americano, Juego de tazón) entre el "Virginia Tech Hokies" y los "Ole Miss Rebels" de la Universidad de Misisipi en el "Memphis Memoral Stadium" en Memphis, Tennessee terminando con un 34-17, victoria de Mississippi el 14 de diciembre de 1968.
2 años después de un previo viaje al tazón de la libertad, Virginia tech fue de nuevo solicitado para viajar a Memphis para jugar en el tazón postemporada, para entonces, el oponente fue "ole Miss Rebels Football\\Missisippi" el cual había logrado acumular un récord de 6,3,1 durante la temporada regular. Los "Hokies" llegaron al juego con un récord de 7,3, que incluía una derrota contra el previo oponente del tazón de la libertad en Miami.
En el tazón de la libertad de 1968 fue el 14 de diciembre de 1968. Como en la competencia pasada del tazón de la libertad, Virginia tech había dado inicio de una forma rápida. En la segunda jugada, tech corrió 58 yardas por un touchdown, cortesía de una jugada de engaño. Después de que Mississippi perdió el balón, tech había recuperado y marcado otro touchdown. Al final del primer cuarto, tech añadió un gol de campo a las 2 anotaciones que había obtenido, haciendo un marcador de 17-0 al final del primer cuarto a partir de ese punto en adelante. Sin embargo, casi nada iría a favor de Virginia Tech. Tech intent[o una patada corta tras el gol de campo, pero no fueron capaces de recuperar el balón. Con una buena posición en el campo después de la patada, el mariscar de campo de Mississippi Archie Mannign orquestó una corrida de 49 yardas para los primeros puntos del partido a favor de los rebeldes.
Mississippi anotó otro touchdown antes del medio tiempo, y los Hokies se aferraron a una ventaja de 17-14 en el inicio de la segunda mitad. Esa ventaja de tres puntos se evaporaba rápidamente; sin embargo, a los 21 segundos en el tercer cuarto Steve Hindman de Mississippi corrió 79 yardas para logar un touchdown y dar una ventaja de 21-17 a favor de Missisippi. Los Rebeldes agregaron 13 puntos más antes de que el juego terminara y se ganaran la victoria por marcador de 34-17.

## Juego En construcción

### Virginia Tech
El Virginia Tech Hokies, dirigido por el entrenador Jerry Cailbourne, tuvieron un increíble 7-3 durante el la temporada regular hacia el tazón de la libertad. Los Hokies llegaron a la temporada de 1968 con un altas expectativas. De 1963 a 1967, Virginia Tech fue el duodécimo equipo más ganador del programa del fútbol colegial, registrando 36 victorias, 13 derrotas, y un empate, colocando a los Hokies por detrás de Notre Dame en porcentaje de victorias. Durante la temporada, el "linebacker" "Mike Widger" emergió como la mayor amenaza en la defensa para Tech. En la victoria de los Hokies sobre el No. 18, Estado de Florida en el año de 1968, Widger intercepto 2 pases. Justo después de que el presidente del comité del tazón de la libertad Bud Dudley seleccionara a los Hokies para jugar en el tazón de la libertad, Widger fue nombrado al primer equipo por la "Associated Press All-American", convirtiéndolo en uno de los mejores jugadores en esa posición del país.

### Mississippi
Los rebeldes, dirigidos a la cabeza por el entrenador John Vaught, consiguieron un récord de 6–3–1 en la temporada regular rumbo al tazón de la libertad. Vaught sigue siendo el líder de todos los tiempos en victorias en Ole Miss, y en el momento de la selección de Mississippi para el tazón de la libertad de 1968, ya había llevado a los Rebeldes a tres campeonatos nacionales y seis campeonatos de la Conferencia del Sureste, el más reciente de cada próximo en 1962. En el campo, los rebeldes contaron con el mariscal de campo estrella Archie Manning, quien a pesar de ser solo un estudiante de segundo año, ya estaba se estaba haciendo un nombre por sí mismo y más tarde pasaría a establecer récords por yardas recorridas en pases y pases para touchdown para los rebeldes, en camino a convertirse en uno de los má s grandes mariscales de campo en la historia de Mississipp.

## Resumen del Juego
El tazón de la libertad de 1968 comenzó en un día frío y ventoso en frente de 46,206 aficionados en el Estadio Memorial Memphis en Memphis, Tennessee, el 14 de diciembre de 1968. La multitud récord (fue la más grande en los 10 años de historia de los tazones en ese punto) consumió 20,000 de hot dogs, tantos que se acabaron para el tercer cuarto.
En el primer cuarto del partido, parecía que Virginia Tech iba a escaparse con una victoria aplastante. Tech recibió el balón para iniciar el juego, y en la segunda jugada del partido, Ken Edwards de Virginia Tech corrió 58 yardas en una jugada de engaño para el primer touchdown del juego. Missisiippi había dejado caer el balón en su ofensivo juego y Virginia Tech recobró el turno de volver. Tres jugadas más tarde, Tech anotó otra anotación en una de siete yardas en el campo de Terry Smoot. Después de detener a los rebeldes con su gran defensa, Tech parecía tener otra oportunidad de anotar cuando los Hokies Ron Davidson devolvieron un despeje de Ole Miss a los Rebeldes en una línea de 42 yardas. A pesar de la posición en el campo que era excelente, Tech fue incapaz de marcar después del cuarto de regreso. Mississippi soltó el balón en su primera jugada ofensiva y Virginia Tech recuperó el balón. Tres jugadas más tarde, Tech anotó otro touchdown en una corrida de 7 yardas de Terry Smoot. Después de detener a los rebeldes con su defensa, Tech parecía tener otra oportunidad para anotar cuando los Ron Davidson de lo Hokies devolvió un despeje a los rebeldes en la línea de 42 yardas. A pesar de la excelente posición en el campo, Tech fue incapaz de anotar después de que el mariscal de los Hokies Al Kinkaid fue regresado 19 yardas. A pesar del revés, Tech fue capaz de mantener el marcador en el primer cuarto y viró en un gol de campo de 29 yardas por el pateador Jack Simcsak antes de que el tiempo llegara a su fin. Al final del primer cuarto Tech ganaba 17-0.
En el segundo cuarto, Mississippi irrumpió de nuevo. Tras el gol de campo, el entrenador en jefe de Tech Jerry Claiborne ordenó una patada corta en un intento por ganar otra oportunidad a la ofensiva y, potencialmente, construir una ventaja insuperable. Las Patada en corto, a diferencia de un tiro libre ordinario, pueden ser recuperados por el equipo, pero solo después de que haya viajado 10 yardas. Si el equipo que patea toca antes el balón el equipo receptor toma posesión en el jugar donde la pelota fue pateada. Por desgracia para el Tecnológico de Virginia, la patada en corto no pasó las 10 yardas y así Mississippi se hizo cargo del balón en la yarda 49 de Virginia Tech, y muchos jugadores de los rebeldes se enojaron por lo que ellos consideraron un insulto.
Para el cuarto de regreso, Mississippi Archie Manning usó la buena posición de campo y su delito inspirada y excelente ofensa atacó acompañada de una gran patada, la conducción de los rebeldes por el campo y la conexión con Hank Muestra en un pase de touchdown de 21 yardas para los primeros puntos de Mississippi solo 30 segundos en el segundo cuarto. Para el medio tiempo, Se había conectado otro pase, este marcó 23 yardas a León. Tech todavía había mantenido un 17 y – 14, pero Mississippi tuvo el impetud y podría haber recibido el balón para comenzar la segunda mitad.
Ole Miss no perdió tiempo en la puntuación, como Steve Hindman volvió para la primera jugada de la segunda mitad, en una de 79 yardas para marcar un touchdown. The Rebels now held a 21–17 lead, and Virginia Tech never threatened afterward. Ole Miss defendió Bob Bailey intercepted Virginia Tech pasar al comienzo del último cuarto y lo devolvió sin más ni menos que con 70 yardas para marcar otro touchdown a Mississippi. Los rebeldes también agregaron un par de goles de campo a su puntuación, y rodaron a un a un 34-17, logrando así una victoria sobre Virginia Tech.

## Resumen estadístico
|                   | UM   | VT     |
| ----------------- | ---- | ------ |
| Primeros Downs    | 7    | 14     |
| Total de Yardas   | 326  | 332    |
| Pases en Yardas   | 141  | 2      |
| Yardas Corridas   | 185  | 330    |
| Faltas            | 4-30 | 12-120 |
| Perdidas de balón | 3    | 5      |

Steve Hindman de Mississippi fue nombrado el jugador más valioso del juego después corrió el balón por las 121 yardas y un touchdown, además de la captura de tres pases para lograr 32 yardas. Tech perdió el balón unas cinco veces tras cometer el error de perder tres balones sueltos y lanzando dos intercepciones para la defensa de Mississippi. 
A pesar del éxito ofensivo relativo de Tech en el campo, los Hokies estaban completamente anonadados, ya que a través del aire estuvieron inmovilizados, completando solo un pase para dos yardas netas pasajeras. Ambas marcas se mantienen en los registros de Liberty Bowl para los pases menor número y menor cantidad de yardas ganadas por un equipo.
Aunque los Hokies no tuvieron éxito con su defensa durante el primer cuarto, Mississippi dominó a los Hokies defensivamente para el resto del juego. Como la defensa fue dominada por Mississippi en los 3 cuartos del juego en el campo de tech en el primer cuarto, los Hokies tuvieron 11 posiciones ofensivas y cruzaron al territorio de este solo una vez.
Además de la selección de Steve Hindman como MVP del juego, Mississippi tenía otros dos jugadores reconocidos por sus logros en el juego: Robert Bailey fue nombrado el más destacado del juego defensive back y offensive tackle Worthy McClure fue nombrado el jugador más excepcional en la línea ofensiva.